# 五云镇 (揭西县)
五云镇，是中华人民共和国广东省揭阳市揭西县下辖的一个乡镇级行政单位。
鎮內北面以彭姓為主，名人有彭上拔、彭名史、彭如干、彭如槐、彭應燕、彭應杰、彭翔茲。
《吉康治亂記》記的，正是這裡附近。

## 行政区划
五云镇下辖以下地区：
新圩社区、京埔村、下洞村、流坪村、下控村、郑塘村、富厚村、硁下村、罗洛村、龙江村、岭仔村、鹏岭村、石陂村、梅江村、双岭村、赤告村、岭新村、保新村、坡苏村、宝石村和岽坑村。